# Betsy Wetsy
Betsy Wetsy era una muñeca "bebe-y-mea" emitida originalmente por la empresa de juguetes Ideal de Nueva York en 1934. Fue una de las muñecas más populares de su tipo en la era del baby boom posterior a la Segunda Guerra Mundial.
Nombrada en honor de la hija de Abraham Katz, el director de la empresa, la característica especial de la muñeca era simular la micción después de que un líquido fuerá introducido en su boca abierta.
Betsy Wetsy también fue una de las primeras muñecas importantes producidas en versiones afroamericanas.

## Descripción
Betsy Wetsy se produjo con cabello de plástico moldeado, pelucas karakul y cabello castaño, rubio y rojo. Tenía ojos azules con pestañas que se podían cerrar y brazos y piernas articulados. Su venta fue acompañada por una canastilla, biberones, una bañera de plástico y otros accesorios.

## Historia
Effanbee había fabricado previamente una muñeca similar, "Dy-dee", que resultó en una demanda por infracción de patente. El juez dictaminó que beber y orinar son movimientos naturales y no pueden patentarse. 
La muñeca se fabricó en varios tamaños en la década de 1940. Su popularidad aumentó en la década de 1950.
Ideal lanzó una versión hecha en China a finales de la década de 1980 para impulsar las ventas, pero la muñeca nunca alcanzó el éxito que tuvo la original.

## Legado
En 2003, la Asociación de la industria del juguete incluyó a Betsy Wetsy en su Lista de juguetes del siglo, una compilación que conmemoraba los 100 juguetes más memorables y creativos del siglo XX.